# Саламбо
«Саламбо́» (фр. Salammbô) — исторический роман французского писателя Гюстава Флобера, над которым он работал с 1857 года, опубликованный затем в 1862 году. Действие романа происходит в Карфагене во время восстания наёмников (ок. 240 года до н. э.).

## Зарождение идеи
После десяти лет изнурительной работы над своим первым романом, «Мадам Бовари» (1856), фоном которого являются тягостные реалии провинциальной Франции, Флобер чувствовал себя истощённым необходимостью описывать ничтожные происшествия и ничтожных героев. Кроме того, скандал вокруг выхода «аморального» романа поставил его, в глазах литературной общественности, в первых рядах зарождающегося движения натуралистов, в то время как сам Флобер считал себя даже не реалистом, а «последним романтиком».
В попытке доказать широту своих художественных взглядов Флобер взялся за написание книги об одной из наименее изученных в то время цивилизаций древнего Средиземноморья — Карфагене. Выбор столь экзотической темы позволял ему дать волю своему воображению и в то же время с головой погрузиться в чтение трудов античников, к которым он был с юных лет неравнодушен. Как заметил в своей рецензии Сент-Бёв, археология после открытий Шампольона стала тогда входить в моду, а Теофиль Готье уже печатал роман из древнеегипетской жизни.
Флоберовское представление о карфагенянах выразил один из его любимых авторов, Жюль Мишле, видевший в них «народ угрюмый и унылый, чувственный и алчный, склонный к риску, но лишённый героизма», да к тому же замороченный «свирепой религией, полной ужасающих обрядов». Интуитивно воспринятый Мишле «дух нации» привлекал Флобера как сгущённое соединение всего самого экзотического в древнем мире. Эти романтические представления имеют мало общего с тем портретом этого торгового народа, который удалось воссоздать с началом планомерных археологических исследований на территории Карфагена.

## Работа над книгой
При отсутствии сколько-нибудь основательных научных исследований на карфагенскую тематику, особенно археологических, Флоберу для подпитки своего воображения приходилось довольствоваться трудами древних писателей, и в первую очередь Полибием. Образ героини по имени Саламбо эволюционировал из беглого упоминания Полибием безымянной дочери Гамилькара, которую тот намеревался отдать в жёны нумидийскому правителю Наравасу в награду за его верность.
За первые месяцы работы над романом Флобер изучил все упоминания Карфагена у древних авторов и перелопатил практически всю изданную в Новое время литературу по Карфагену, от «Полиоркетики» Юста Липсия до 400-страничной монографии о храмовых пирамидальных кипарисах. К концу июля число прочитанных им трудов по древней истории достигло 98, но и после того он продолжал жадно читать всё, что касалось других древних цивилизаций Средиземноморья, угадывая у них много общего с Карфагеном. Некоторые описательные пассажи были подсказаны ему книгами Ветхого Завета, что не преминули отметить учёные рецензенты, вызвав гневную отповедь автора:

Вы твердите, что Библия не является руководством при описании Карфагена (вопрос спорный); согласитесь, однако, что иудеи ближе к карфагенянам, чем китайцы! К тому же в каждой стране есть целый ряд вещей, существующих вечно, без изменений.

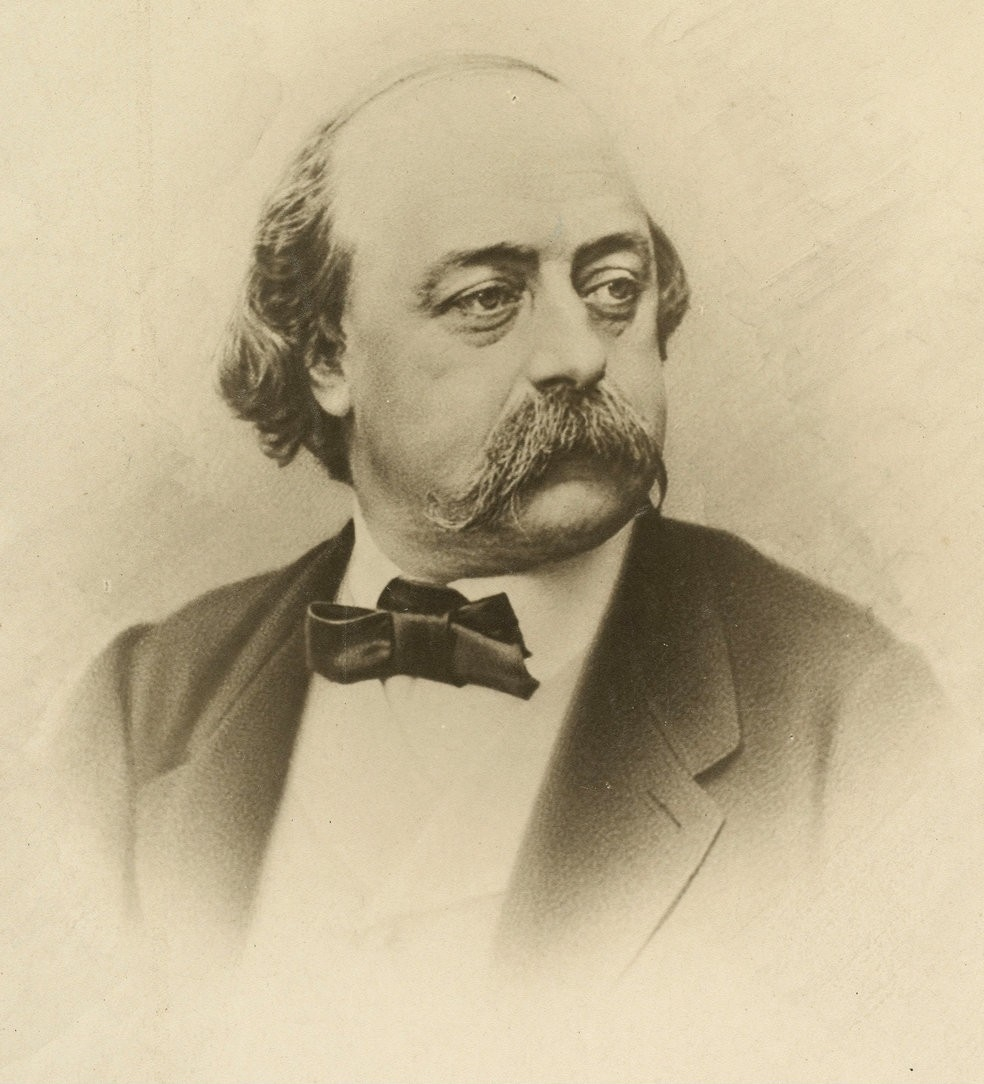
Гюстав Флобер, автор романа

Тем не менее Флобер не был удовлетворён прочитанным, ибо оно не позволяло ему увидеть перед собой людей той далёкой цивилизации, вдохнуть в них жизнь. В декабре 1857 г. он пишет одной из своих знакомых:

Чтобы можно было сказать об античном персонаже: «Это правдиво», надо сделать его сугубо жизненным, но кто же видел модель, тип? Чувствую, что нахожусь на ложном пути и что персонажи мои должны говорить иначе. Немало честолюбия в желании войти в душу людей, когда эти люди жили более двух тысяч лет назад, причём цивилизация тех времён не имеет ничего общего с нашей. Я до известной степени вижу истину, но не проникаюсь ею, она не волнует меня! 
В начале лета 1858 года Флобер отправляется «на рекогносцировку» в Тунис, где убеждается в ложности избранного им подхода к пунической цивилизации. Однако возвращается он преисполненным надежд на ускорение работы над «бесконечной» книгой. Начинается создание пробных описаний, осторожные опыты нового стиля, разработка фабулы романа. Все предыдущие наброски пришлось предать огню, о чём автор не без горечи сообщает в письме Эрнесту Фейдо:

«Карфаген» надо целиком переделать или, вернее, написать сызнова. Я всё уничтожил. Это было идиотство! Немыслимо! Фальшиво!

## Публикация

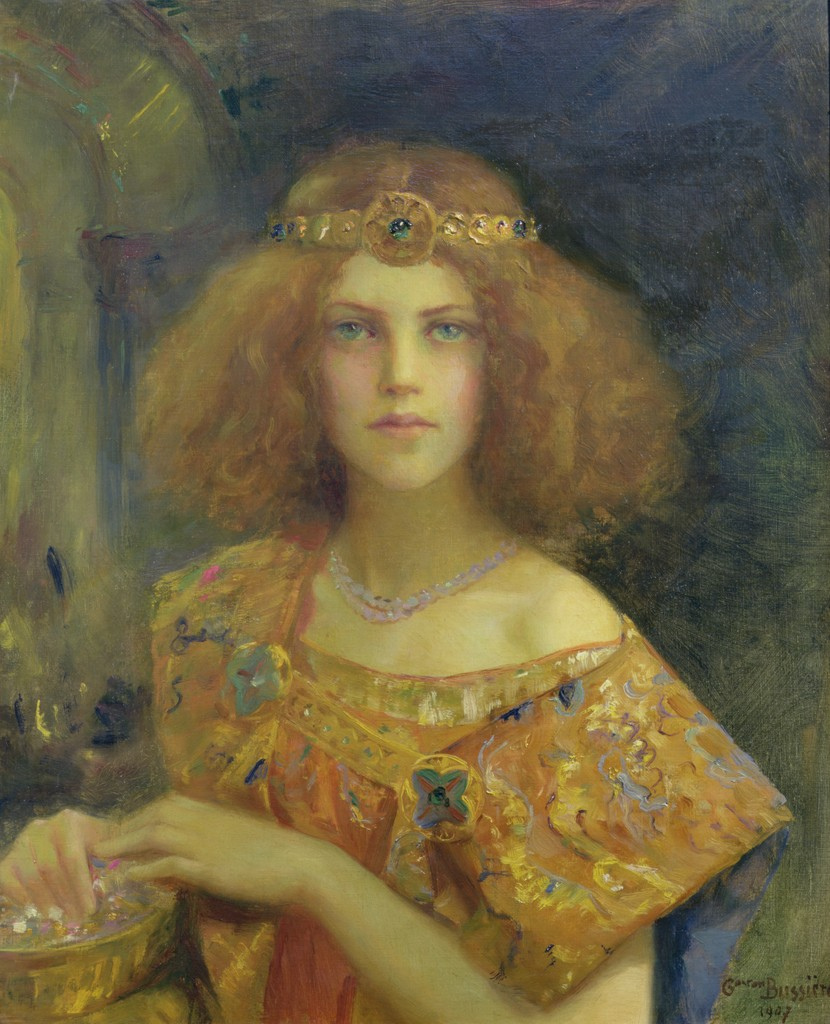
Саламбо, Г. Бюссьер, 1907

В 1862 году, после пяти лет кропотливой работы завершив роман, Флобер вступил в переписку с издателем Мишелем Леви о размере авторского гонорара. Ситуация осложнялась тем, что автор настаивал на публикации книги без каких-либо иллюстраций и, сверх того, требовал отложить выпуск книги до окончания публикации «Отверженных» Гюго.
«Саламбо» вполне удовлетворил тягу французской публики, пресыщенной волной реалистических повествований, к восточной экзотике. Много шума наделала сцена принесения младенцев в жертву Молоху, которую Сент-Бёв счёл садистической. Не менее смелым представлялось описание ритуального соединения Саламбо со змеем:

Саламбо обернула змею вокруг бедер, подмышками и между колен; потом, взяв её за челюсти, приблизила маленькую треугольную пасть к краю своих зубов и, полузакрыв глаза, откинула голову под лучами луны. Белый свет обволакивал её серебристым туманом, следы её влажных ног сверкали на плитах пола, звезды дрожали в глубине воды; пифон прижимал к ней свои черные кольца в золотых пятнах. Саламбо задыхалась под чрезмерной тяжестью, ноги её подкашивались; ей казалось, что она умирает. А пифон мягко ударял её кончиком хвоста по бедрам.
Роман был настолько популярен, что вошли в моду платья в «пуническом» стиле и уже год спустя появилось второе издание. Сразу стали появляться переводы на иностранные языки, однако в континентальной Европе роман расходился гораздо лучше, чем в Великобритании и колониях. Уже в 1862 году в «Отечественных записках» появился русский перевод «Саламбо».

## Критические отзывы

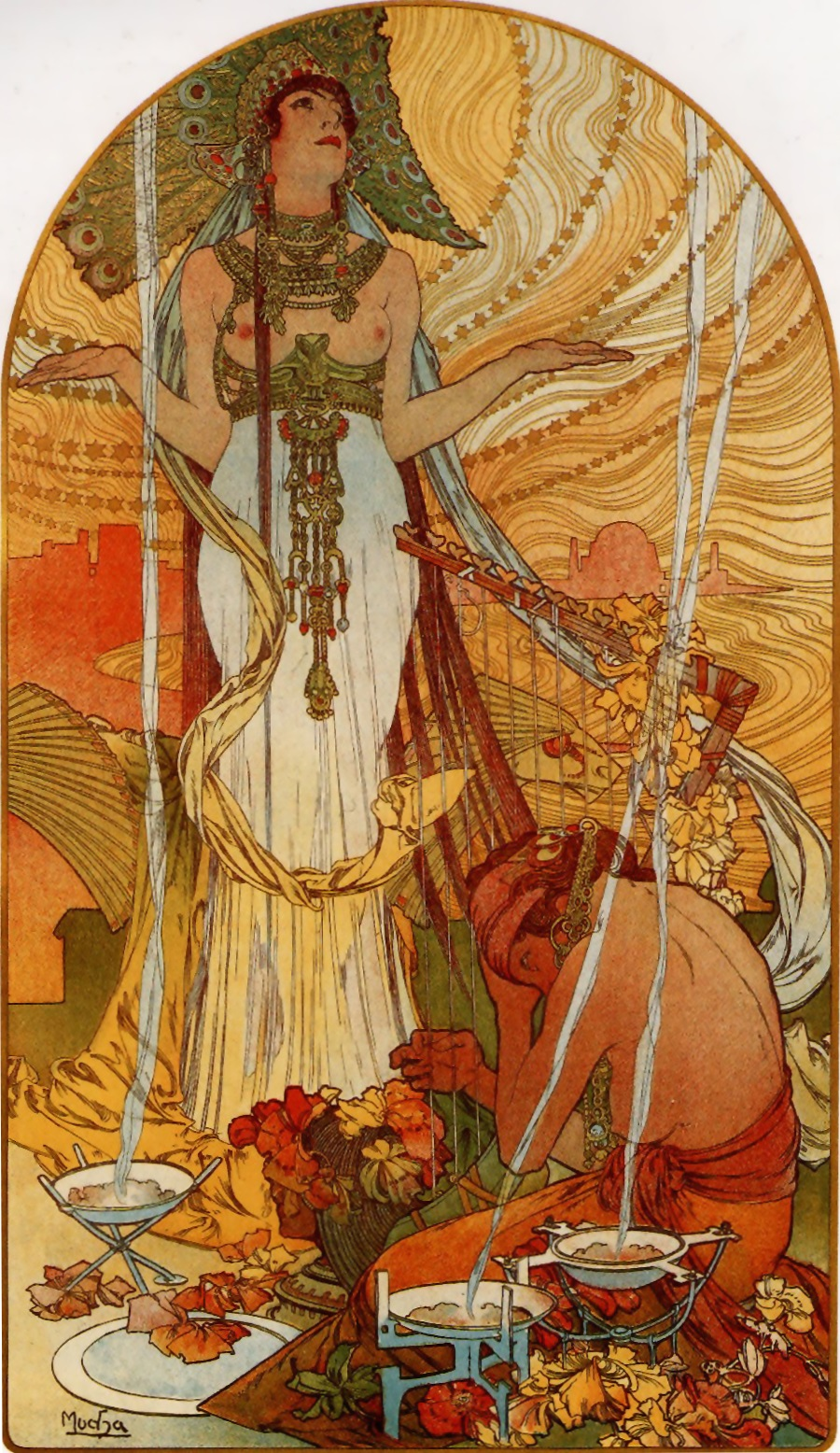
Саламбо, А. Муха, 1896

Критики, однако, дружно сетовали на то, что Флобер погнался за лаврами историка и что за доскональными описаниями растаяла психология персонажей. Характерен отзыв Бодлера: «Прекрасная книга, полная недостатков». Флобер, обычно равнодушный к критическим отзывам, посчитал необходимым выступить в печати с опровержениями нападок археолога Фрёнера и влиятельнейшего литератора Сент-Бёва, ставивших под сомнение историческую добросовестность автора. Он кропотливо перечислил исторические источники тех или иных приводимых им деталей:

Вас всё удивляет: и то, что у слонов уши выкрашены голубой краской… и лидийцы в женских платьях, карбункулы из мочи рысей, мандрагоры, о которых говорится у Гиппократа, золотые цепочки на щиколотках, которые встречаются в «Песне Песней», бороды в мешочках, львы на кресте — всё! Так нет же, милостивый государь, я не «позаимствовал все эти детали у негров из Сенегамбии», как вы изволили выразиться.
Благожелательно настроенные к Флоберу критики указывали на недопустимость оценки литературного произведения с точки зрения его соответствия новейшим данным истории и археологии. Восторженные отзывы о романе прислали автору поэт Леконт де Лиль, романист Виктор Гюго («Это прекрасная, могучая и учёная книга… Вы воскресили исчезнувший мир, и с этим поразительным воскрешением вы сочетали потрясающую драму») и композитор Гектор Берлиоз («Я был потрясён, я грезил вашей книгой все эти ночи. Какой стиль! Какие познания в археологии! Какое воображение!»).
Более взвешенную оценку изданного романа дали в своём дневнике Гонкуры, считавшие его «шедевром прилежания, и только»:

Очень утомительны… эти нескончаемые описания, подробнейшее перечисление каждой приметы каждого персонажа, тщательное, детальное выписывание костюмов. От этого страдает восприятие целого. Впечатление дробится и сосредотачивается на мелочах. За одеяниями не видно человеческих лиц, пейзаж заслоняет чувства…
Крайне сдержанную оценку романа дал вообще высоко ценивший Флобера Набоков. Андрей Белый ездил читать роман на берег Тунисского залива, а Куприн попытался вслед за Флобером возродить Иерусалим времён Соломона в повести «Суламифь» (1908), впав при этом, по оценке Мирского, в «удивительную безвкусицу».

## В культуре
Вслед за Берлиозом на полный экзотических декораций и драматических коллизий роман обратили внимание и другие композиторы. Теофиль Готье предлагал написать по роману либретто для оперы Верди. Модест Мусоргский принялся за оперу «Саламбо», которая осталась незаконченной; та же судьба постигла и оперу Иоганна Генриха Бека. В 1906 году за тот же сюжет брался Рахманинов.
В общей сложности, сюжетным перипетиям «Саламбо» следуют шесть опер и балет. В честь заглавной героини романа получило название французское продолговатое небольшое пирожное. Постановкой оперы с таким названием занят Чарльз Фостер Кейн в знаменитом фильме Орсона Уэллса (арию написал Бернард Херрманн). Роман неоднократно экранизировался. Отдельные сюжетные ходы романа были использованы в знаменитом пеплуме «Кабирия» (1914).
В 1925 году Пьер Мародон (фр.) по мотивам романа Флобера снял фильм «Саламбо» с участием Жанны Бальзак (фр.).
В 1960 году режиссёр Серджо Греко (фр.) снял совместный франко-итальянский фильм «Саламбо» (ит.), где главную роль сыграла Жанна Валери (фр.).

## Память
В нормандском имении Круассе, где Флобер написал роман, в память о нём была в 1922 году установлена привезённая из Туниса пуническая колонна, хотя сам особняк писателя к тому времени был снесён.